# Mastacembelus catchpolei
Mastacembelus catchpolei är en fiskart som beskrevs av Fowler, 1936. Mastacembelus catchpolei ingår i släktet Mastacembelus och familjen Mastacembelidae. Inga underarter finns listade i Catalogue of Life.